# 威倫
威倫（1924年7月11日—2013年2月19日），加拿大政治人物，加拿大自由黨籍。
1924年生於安大略省阿模斯特堡，為愛爾蘭裔。21歲投身市政，當選為當地天主教教育局校董。隨後任鎮議員、鎮長。1951年任雅息士縣縣長。1958年競選安大略省省議會議員未果。1960年結婚。1962至1984年任加拿大下議院議員，代表雅息士選區。1972至1984年任農業部長。1996年獲總理莊·克里純委任為加拿大上議院議員，直至1999年退休。2013年因病逝世。莊·克里純、赫布·格雷等人出席葬禮並致悼詞。

## 延伸閱讀
- Eugene Whelan; Rick Archbold. . Toronto: Irwin Publishing. 1986: 322. ISBN 0-7725-1621-9.
- . Library and Archives Canada.   [2013-02-20]. （原始内容存档于2013-04-07）.
- . Windsor Star（英语：Windsor Star）. 2013-02-20  [2013-02-20]. （原始内容存档于2013-02-24）.
- . Windsor Star（英语：Windsor Star）. 2013-02-20  [2013-02-21]. （原始内容存档于2013-02-25）.
- . Windsor Star（英语：Windsor Star）. 2013-02-23  [2013-02-24]. （原始内容存档于2013-02-24）.